# Pachysaga munggai
Pachysaga munggai é uma espécie de insecto da família Tettigoniidae.
É endémica da Austrália.